# Ґольча
Ґольча (пол. Golcza) — село в Польщі, у гміні Хощно Хощенського повіту Західнопоморського воєводства.
Населення — 16 осіб (2011).

## Демографія
Демографічна структура станом на 31 березня 2011 року:
|          | Загалом | Допрацездатний вік | Працездатний вік | Постпрацездатний вік |
| -------- | ------- | ------------------ | ---------------- | -------------------- |
| Чоловіки | 10      | 1                  | 7                | 2                    |
| Жінки    | 6       | 1                  | 5                | 0                    |
| Разом    | 16      | 2                  | 12               | 2                    |